# St. Michael (Jesenwang)

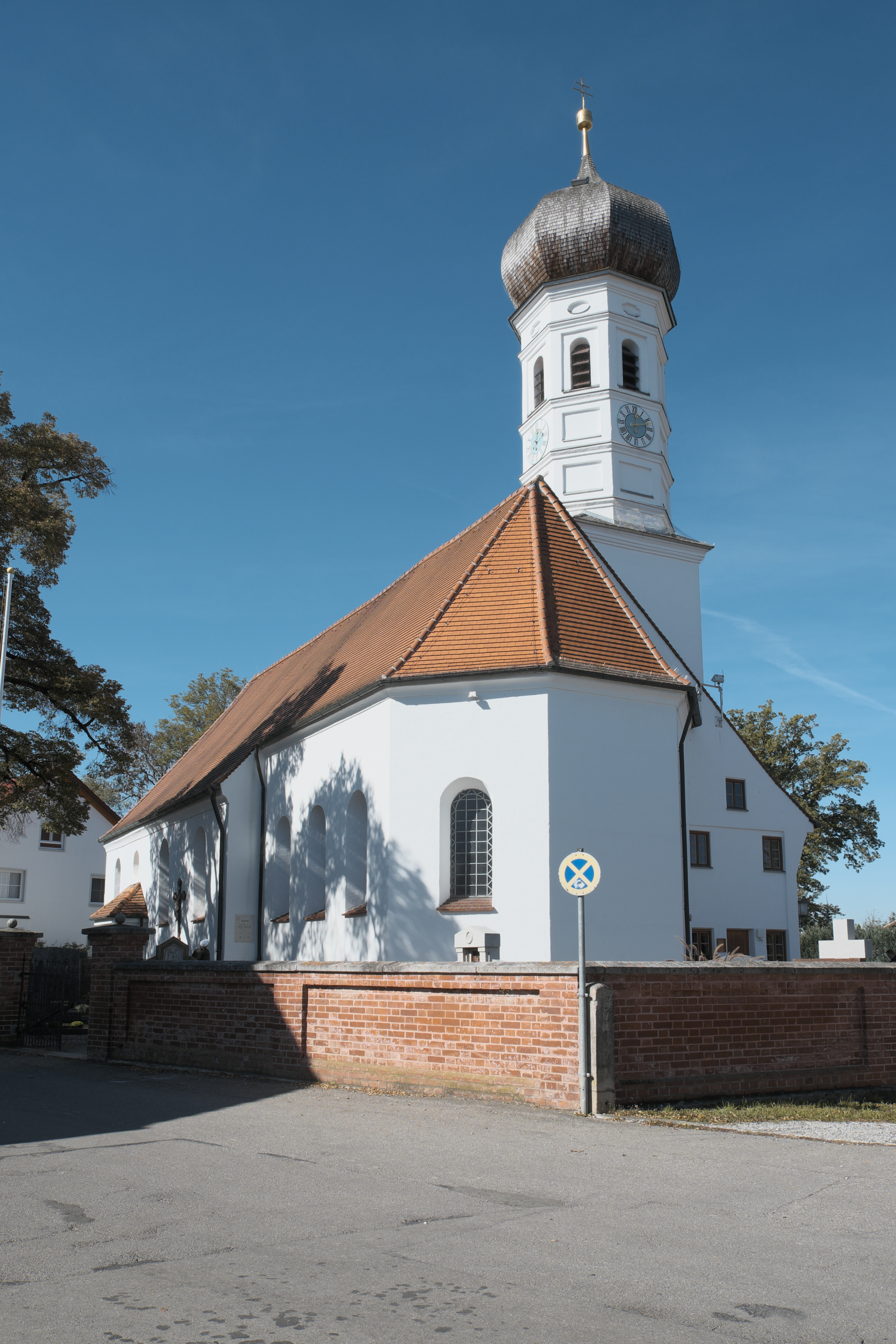
Pfarrkirche St. Michael

Die katholische Pfarrkirche St. Michael in Jesenwang im oberbayerischen Landkreis Fürstenfeldbruck ist ein spätgotischer Bau, der im frühen 18. Jahrhundert barockisiert wurde. Die Kirche ist dem Patronat des Erzengel Michael anvertraut. Sie gehört zu den geschützten Baudenkmälern in Bayern.

## Geschichte
Im Zuge der Barockisierung der Kirche in den Jahren 1700 bis 1715 wurden im Chor die Dienste und Gewölberippen abgeschlagen und das Gewölbe mit Stuckdekor überzogen. In den Jahren 1922/23 wurde das Langhaus erneuert und nach Westen verlängert.

## Architektur

### Außenbau
Im nördlichen Chorwinkel steht der mit einer Zwiebelhaube gedeckte Glockenturm. Er besteht aus einem quadratischen Untergeschoss und einem oktogonalen Aufbau, der durch Gesimse und Blendfelder gegliedert ist. Das Glockengeschoss wird von rundbogigen Klangarkaden durchbrochen. Das Portal ist in ein schmales Vorzeichen an der Südseite des Langhauses integriert.

### Innenraum

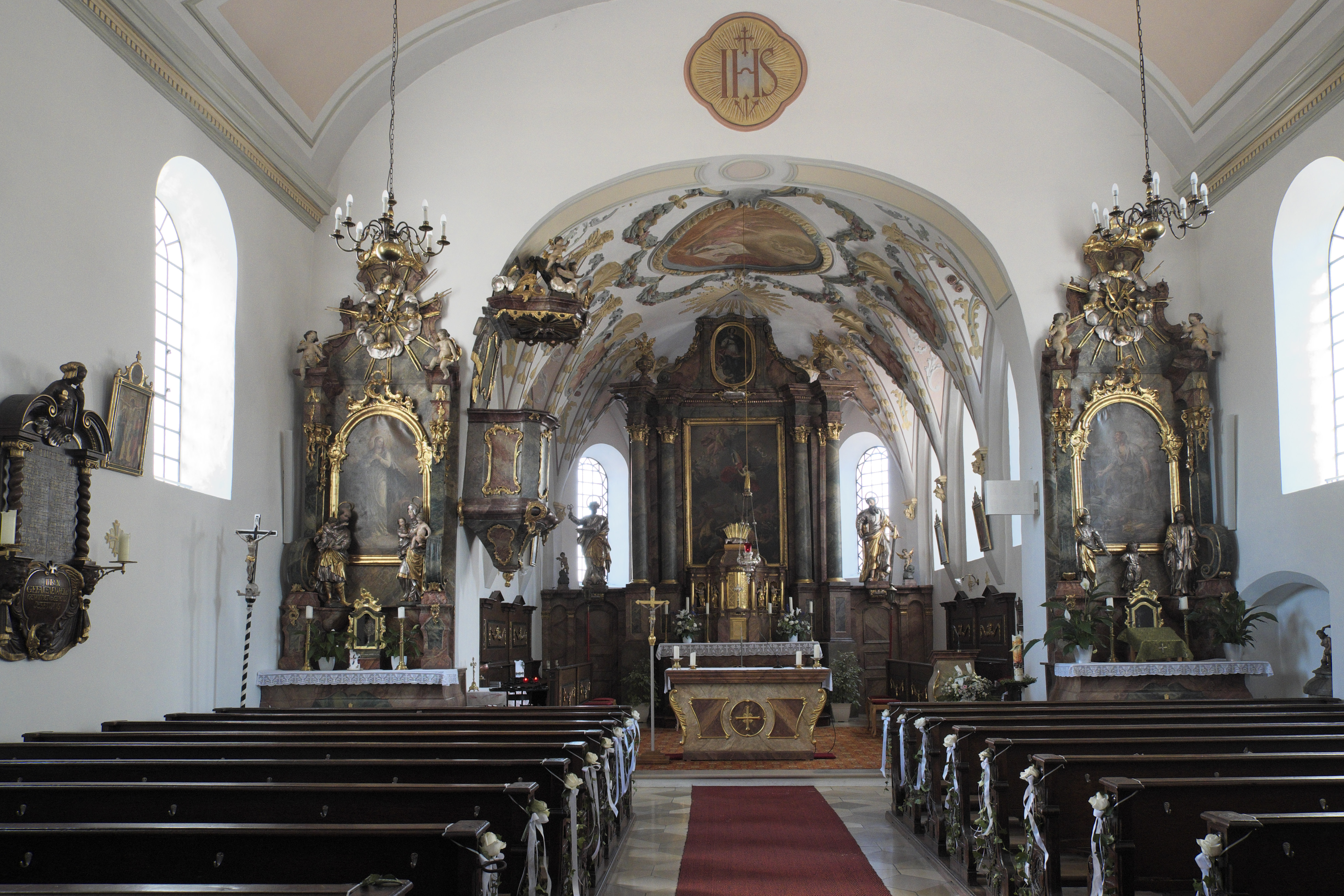
Innenraum mit Blick zum Chor

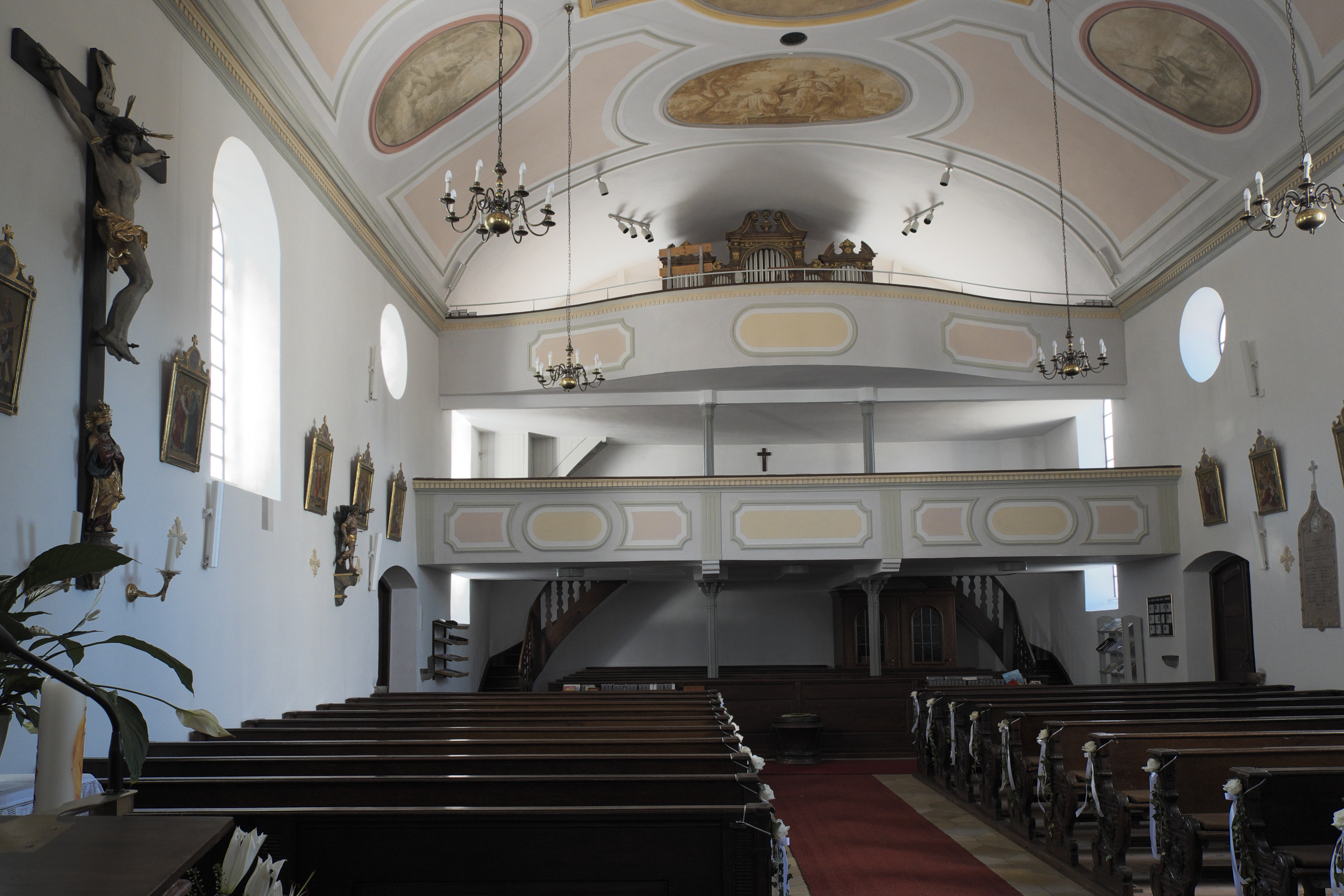
Doppelempore im Westen

Der Innenraum ist ein spätgotischer Saalbau mit eingezogenem Chor, der mit einem Fünfachtelschluss schließt. Das Langhaus wird von einer Segmenttonne gedeckt, die mit Rahmenstuck und Deckengemälden versehen ist. Den westlichen Abschluss des Langhauses bildet eine Doppelempore, zu der auf beiden Seiten eine Holztreppe führt. Auf der oberen Empore, die eine gebauchte Brüstung aufweist, ist die Orgel untergebracht. Die Brüstungen der beiden Emporen sind mit Blendfeldern verziert. 

## Deckenstuck im Chor
Das ursprünglich gotische Kreuzrippengewölbe im Chor weist einen barocken Stuckdekor aus Akanthusranken, Engelsköpfen, Rocaille und Fruchtgirlanden auf.

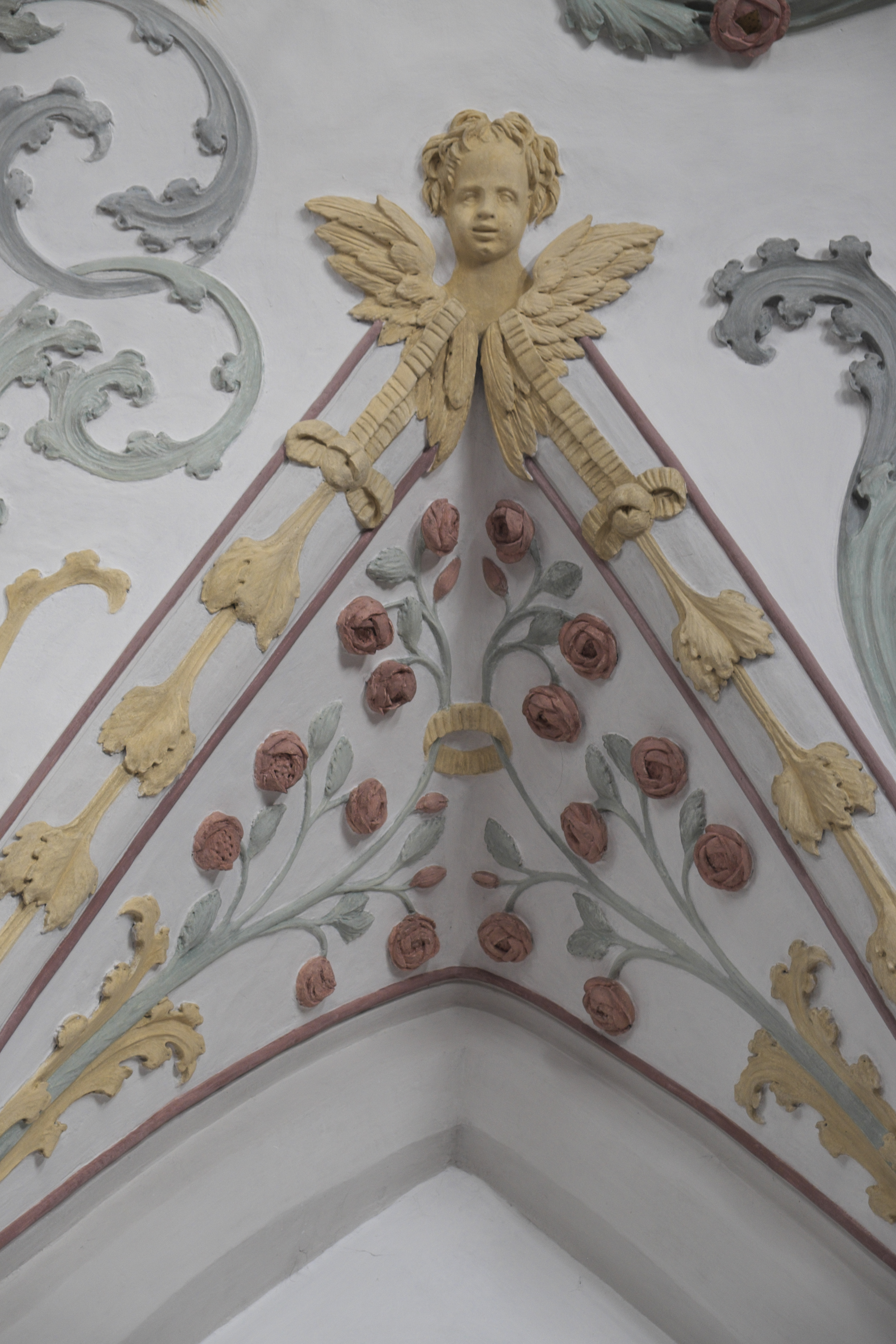
Engelskopf
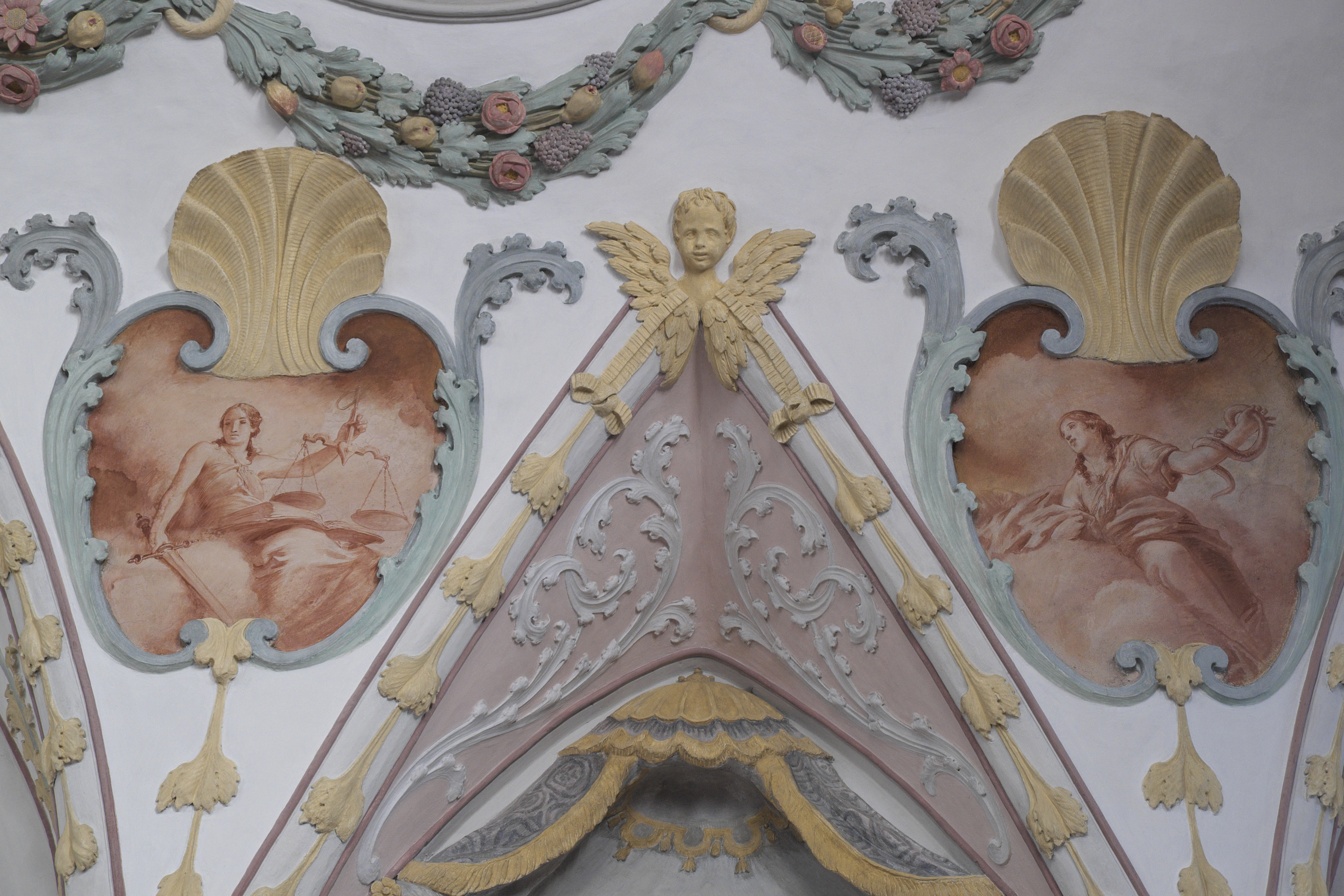
Deckenstuck im Chor

## Deckenmalerei
Die Deckengemälde im Chor und im Langhaus wurden 1936 von Waldemar Kolmsperger ausgeführt. Im Langhaus ist die Auferstehung Christi, bezeichnet „W. Kolmsperger jr. München 1936 pinx.“, dargestellt, im Chor der Traum eines Bischofs. Das Ovalbild über der Empore erinnert an die Übergabe der Jesenwanger Kirche an den Freisinger Bischof Arbeo im Jahr 773, das Ovalbild beim Chorbogen zeigt den Bischof von Freising, Gottfried von Hexenagger, der im Jahr 1314 die Kirche dem Kloster Fürstenfeld übergibt.

## Ausstattung

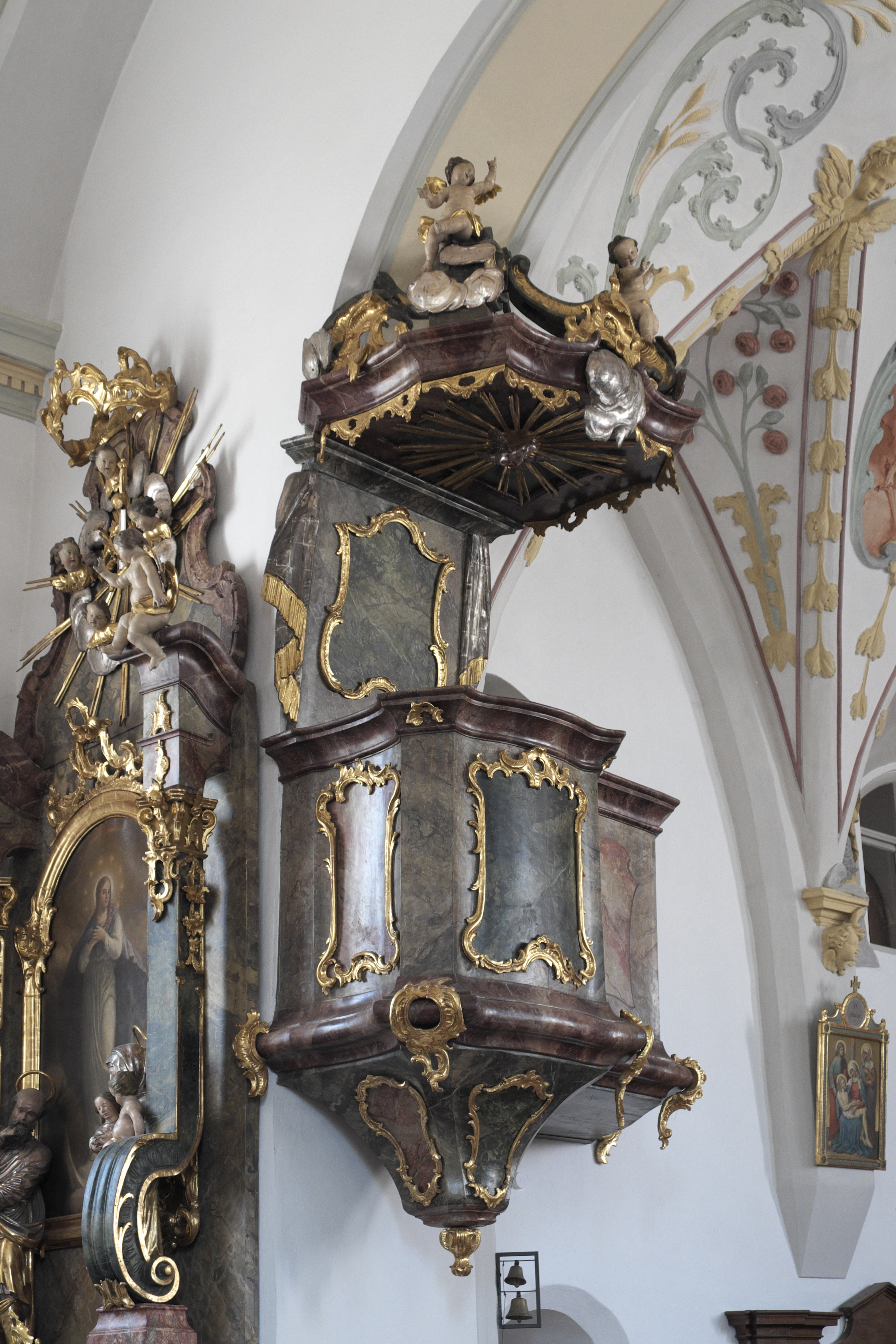
Kanzel

- Der Hochaltar wurde im frühen 18. Jahrhundert geschaffen. Seitlich stehen die Figuren der Apostel Petrus und Paulus. Das Altarblatt mit der Darstellung des Kirchenpatrons, des Erzengels Michael, stammt aus dem späten 17. Jahrhundert.
- Die Seitenaltäre, deren Gemälde später erneuert wurden, sind wie die Kanzel Arbeiten des späten Rokoko und stammen aus der Mitte des 18. Jahrhunderts.
- Unter dem Kruzifix an der südlichen Langhauswand steht eine Figur der Mater Dolorosa, der schmerzhaften Muttergottes

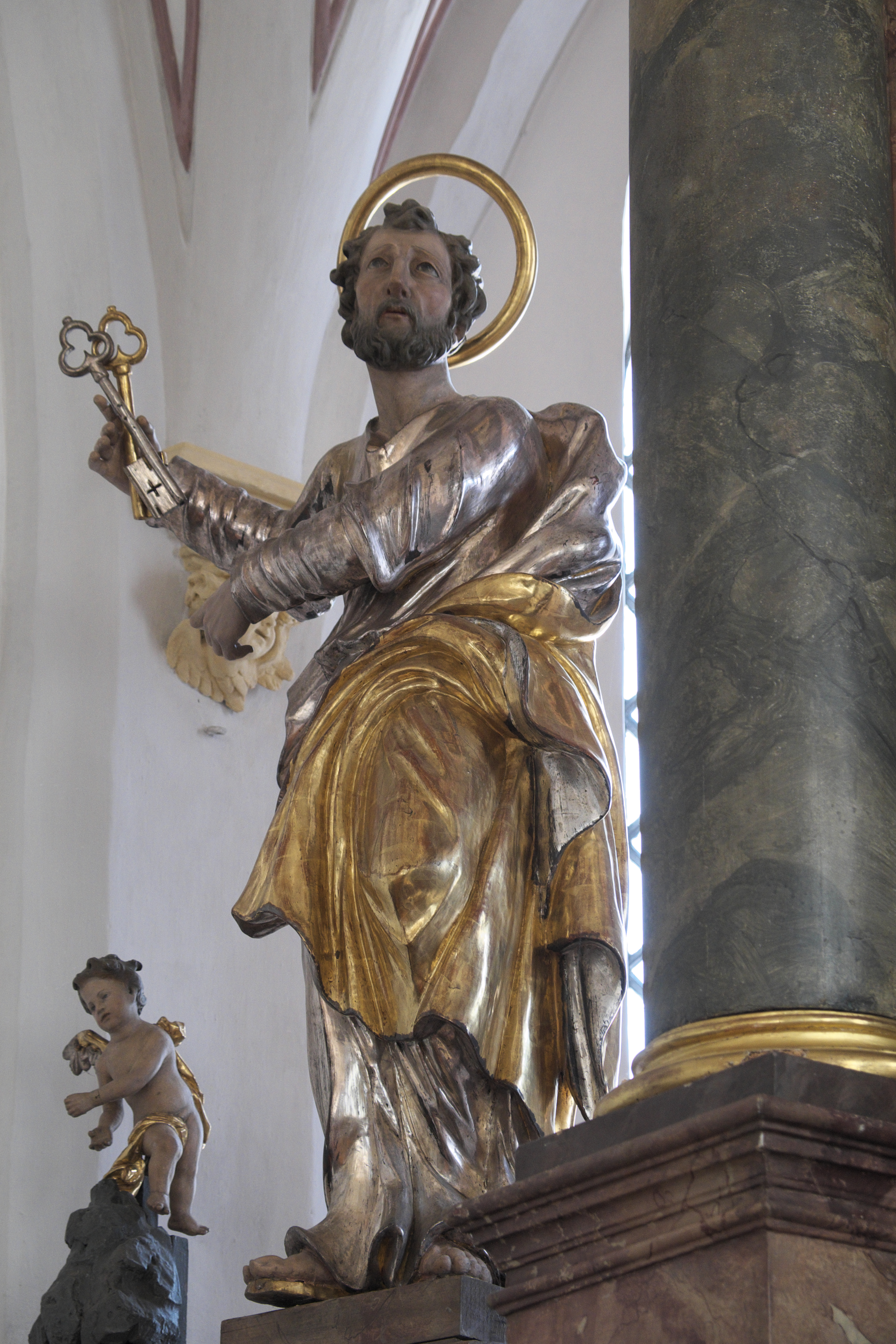
Apostel Petrus am Hochaltar
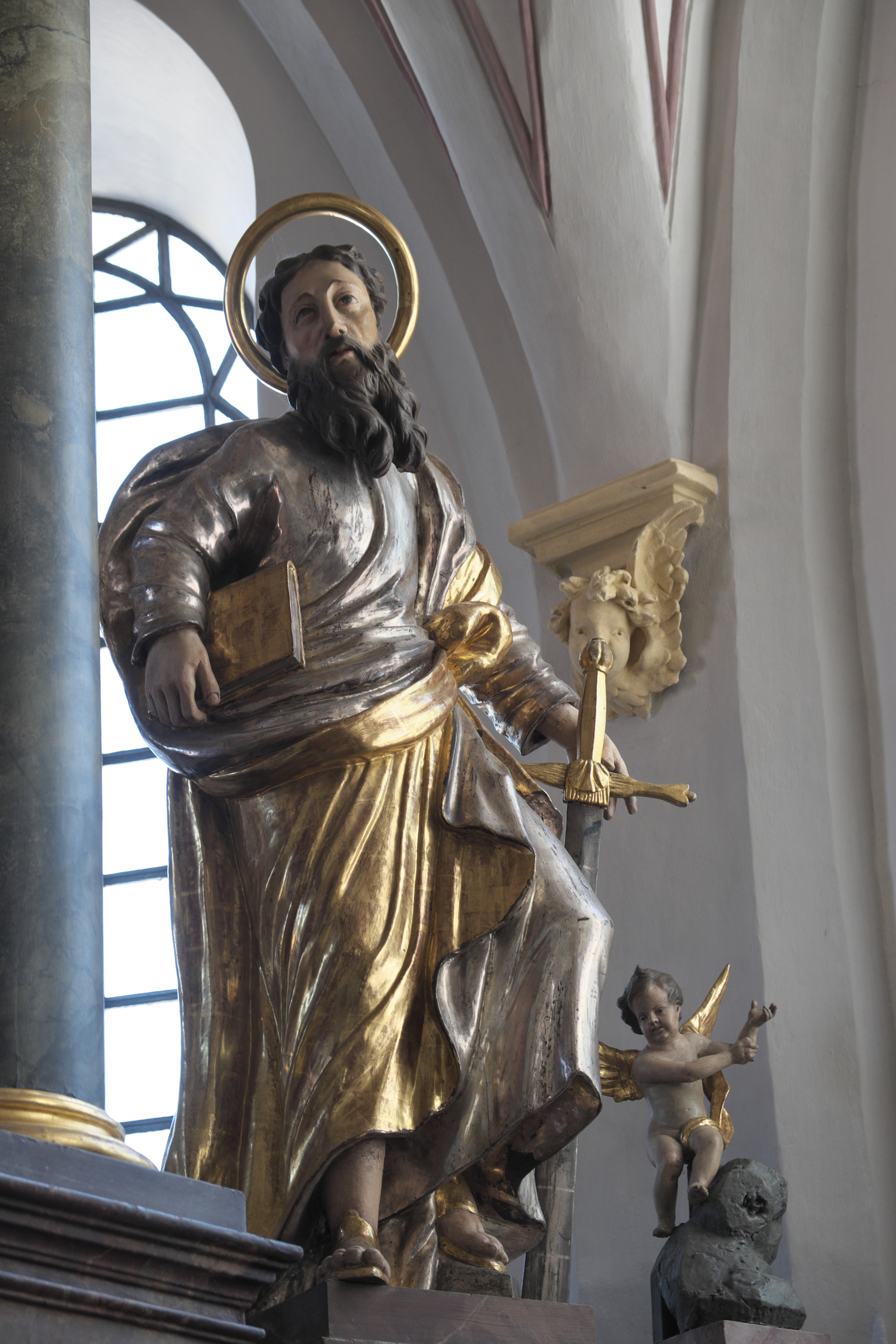
Apostel Paulus am Hochaltar
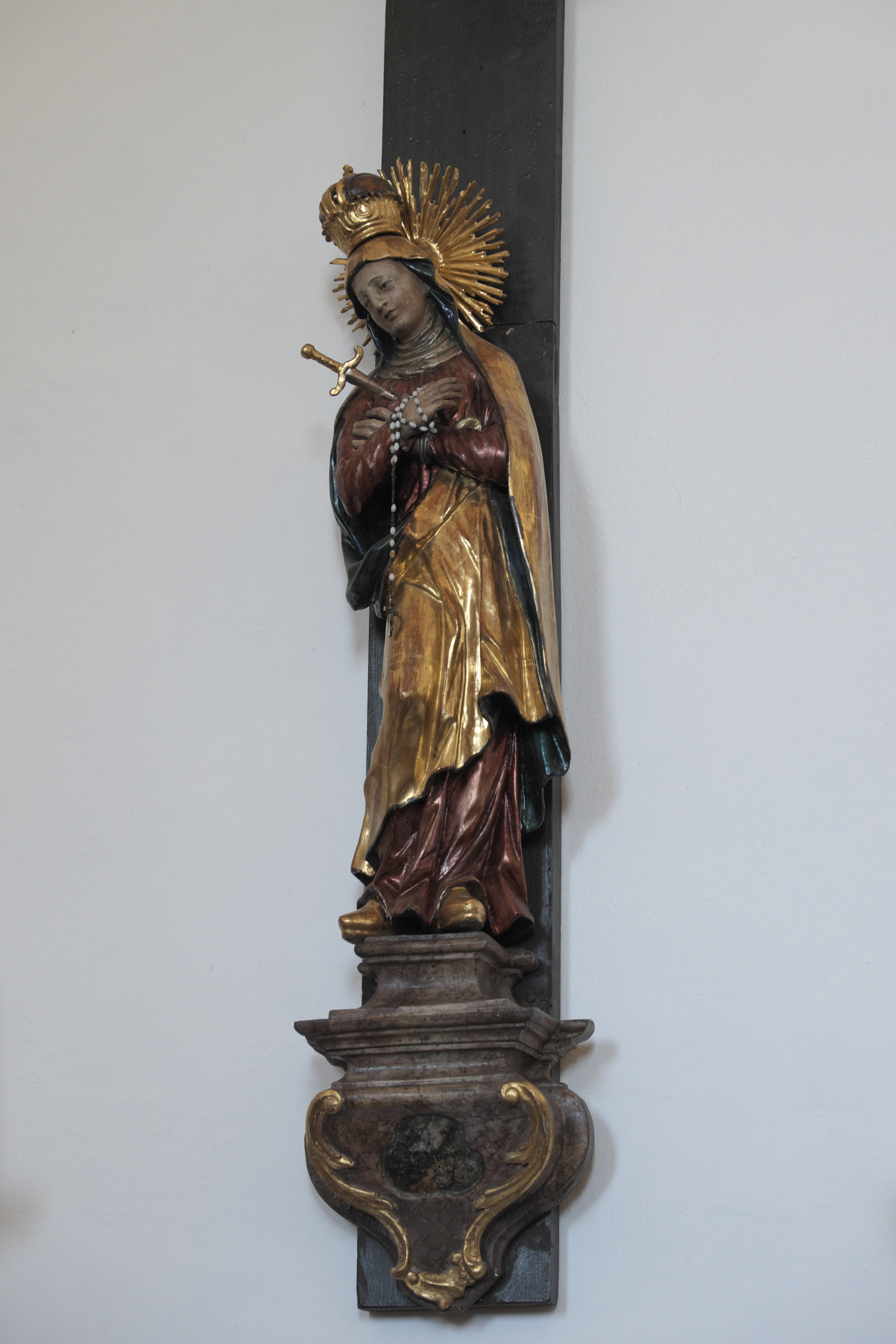
Mater Dolorosa